# Station Langbank
Langbank is een spoorwegstation van National Rail in Renfrewshire in Schotland. Het station is eigendom van Network Rail en wordt beheerd door ScotRail. 
Het station ligt op de Inverclyde Line, 26 kilometer ten westen van Glasgow Central.
Van maandag tot zaterdag is er om het halfuur een trein naar Glasgow Central en in westelijke richting naar Gourock en Wemyss Bay. Op zondagen is er enkel om het uur de verbinding Glasgow Central - Gourock en terug.

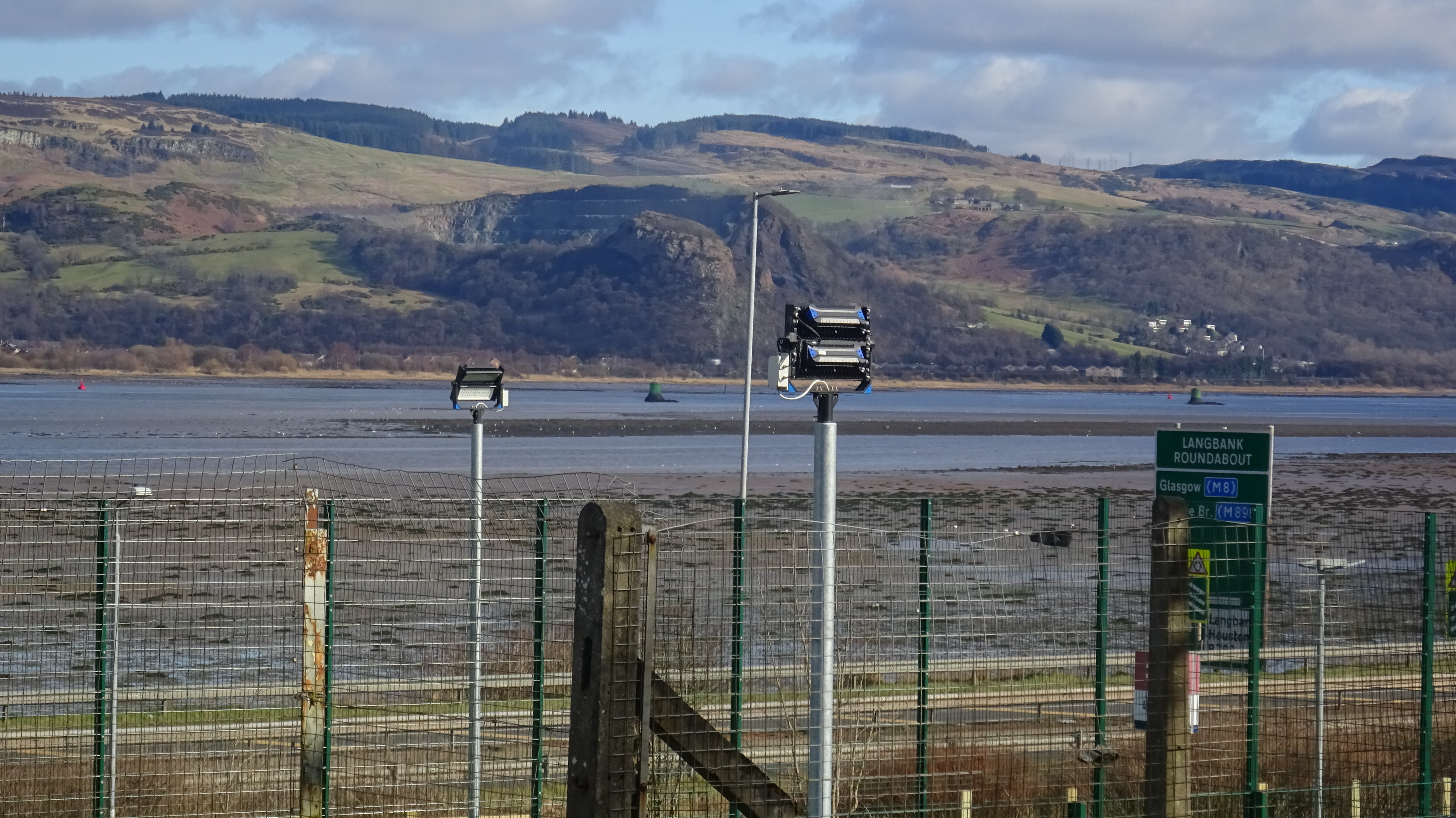
Uitzicht op de Clyde vanaf het station